# Khaudum-Nationalpark
Der Khaudum-Nationalpark (englisch Khaudum National Park), früher Khaudum-Wildpark (englisch Khaudum Game Park), fälschlicherweise auch häufig Kaudom oder Kaudum, ist ein Nationalpark in Namibia. Er liegt in der Region Kavango-Ost im Nordosten des Landes, südlich des westlichen Endes des Caprivi-Streifens.
Khaudum ist 3841 Quadratkilometer groß und eines der unberührtesten Wildschutzgebiete Namibias. Er ist nur schwer zugänglich und touristisch kaum erschlossen. Landschaftlich bietet der Park ausgedehnte Trockenwälder auf überwiegend sandigem Boden mit ebenem Relief und eine zahl- und artenreiche Fauna mit Großwild, Raubtieren, vielen Antilopenarten und über 320 Vogelarten.

## Geographie
Der Khaudum-Nationalpark liegt im Bereich des Kalahari-Sandsees, der durch orange-rote, in Ost-West-Richtung verlaufende Längsdünen geprägt ist. Diese Dünen sind heute durch die Vegetation stabilisiert und werden daher nicht mehr verlagert. Das Sandmeer ist an vielen Stellen von trockenen Wasserläufen, sogenannten Omuramba durchzogen. Die drei größten Omiramba, Nhoma, Cwiba und Khaudum durchziehen den Khaudum-Park in südöstlicher Richtung. Sie spielen eine bedeutende ökologische Rolle, da ihr torfiges Flussbett während der Regenzeit die Niederschläge aufnimmt und auch bis über die Trockenzeit erhält.

### Klima
Die Region Kavango-Ost bietet eine lange Trockenzeit von April bis November und eine anschließende Feuchtzeit von Dezember bis März.
In der Trockenzeit im Winter liegt die Luftfeuchte bei 30 %, die Tageshöchsttemperaturen liegen tagsüber über bei 25 °C, nachts kann die Temperatur in kalten Tagen aber bis unter 5 °C fallen. Die Regenzeit im Sommer ist durch eine Luftfeuchte von 60 % und Tageshöchstwerte zwischen 30 und 40 °C charakterisiert. Auch nachts fallen die Temperaturen nicht unter 15 °C. Die Jahresniederschläge in der Khaudum-Region liegen bei 550 mm, wobei 80 % zwischen Dezember und März fallen.

## Flora und Fauna

### Flora
Die relativ hohen Niederschläge erlauben auch außerhalb der Omiramba ausgedehnte Trockenwälder, auch wenn ein Großteil der Niederschläge in den Kalahari-Sanden versickert. Die dominierende Vegetation im Park sind artenreicher, hoher und kurzer Trockenwald sowie entlang der den Park durchziehenden Omiramba Akazien-Trockenwald.
Im hohen Trockenwald erreichen die Bäume eine Wuchshöhe bis zu 10 m und es findet sich relativ dichter Unterwuchs. Das Artenspektrum besteht überwiegend aus Mukwa (Pterocarpus angolensis), Rhodesischer Teak (Baikiaea plurijuga), Sandseringe (Burkea africana) und Falscher Mopane (Guibourtia coleosperma). Im Unterwuchs finden sich verschiedene Bauhinien und Baphia massaiensis.
Im Gegensatz zum hohen Trockenwald erreichen die Bäume des kurzen Trockenwalds nur etwa 5 m Wuchshöhe. Unterwuchs kommt hier wegen der fehlenden Beschattung kaum vor. Bestimmende Arten sind Weisstamm (Boscia angustifolia), Apfelblattbaum (Lonchocarpus neisii) und Gelbholz (Terminalia serica). Eingestreut finden sich auch Anabaum (Faidherbia albida) und Grewia spp.
Entlang der Omiramba finden sich dichtere Bestände von Akazien-Trockenwald mit oft sehr großen Individuen von Kameldorn (Acacia erioloba), Sandfeld-Akazie (Acacia fleckii), Kerzen-Akazie (Acacia hebeclada) und Ringhülsenakazie (Vachellia tortilis). Gelegentlich finden sich aber auch Ahnenbaum-Arten (Combretum imberbe) und (Combretum hereroense). Die Talsohlen der Omiramba sind sumpfig-torfig und weisen ein dichtes Riedbett mit vielen Gräsern und Schilf (Phragmites) auf, in das Bauhinienarten, aber auch Wasserlilien eingestreut sind.
Einige kalkhaltigen Erhebungen weisen eine davon abweichende Vegetation auf, in der Blutfruchtbaum (Terminalia prunoides) dominiert.

### Fauna
Aufgrund der Unberührtheit des Naturschutzgebietes findet sich in den ausgedehnten Trockenwäldern eine reiche und vielseitige Tierwelt. Die ideale Zeit für Wildbeobachtung liegt zwischen Juni und Oktober. Vogelfreunde finden in der Zeit von November bis März über 320 Vogelarten, darunter mehrere Papageien- und über 50 Raubvogelarten.
An Großwild finden sich im Park zeitweise mehr als 6400 Elefanten, zahlreiche Giraffen und viele Antilopenarten, darunter Pferdeantilope, Spießbock, Streifengnu, Kudu, Steinböckchen, Leierantilope (Tsessebe), Kuhantilope, Elenantilope und Riedbock. Auch der Bestand an Raubtieren ist hoch. Neben kleineren Katzen gibt es eine größere Population von Löwen, aber auch Leoparden, Tüpfelhyänen, Schakale sowie gelegentlich Geparde und Afrikanische Wildhunde.

## Tourismus
Der Khaudum-Nationalpark liegt sehr abgelegen und ist nur über tiefsandige Pisten zu erreichen. Die Zufahrt ist nur mit Allradfahrzeugen und im Konvoi möglich. Der Park ist touristisch kaum erschlossen und bietet keinerlei Versorgungsmöglichkeiten.
Beide Camps sowie der Nationalpark wurden im Mai 2013 geschlossen,
Ende Juni 2013 wurden sie wieder geöffnet. Erstmals soll mit der Xaudum Lodge eine feste Unterkunft seit 2018 im Nationalpark eröffnet. Dies ist (Stand November 2023) nicht geschehen. Ein neuer Campingplatz wurden 2016 eröffnet. 2022 folgten in Sikereti ein weiterer Campingplatz und Selbstversorgerunterkünfte.